# Colin Dibley
Colin Dibley (Sydney, 19 settembre 1944) è un ex tennista australiano.

## Carriera
Nei tornei dello Slam ha raggiunto la semifinale durante gli Australian Open 1979, poi sconfitto da John Sadri, e due volte consecutive i quarti di finale a Wimbledon.
Nel doppio maschile vanta ben sette quarti di finale in Australia a cui se ne aggiungono uno al Roland Garros e uno a Wimbledon.
Fuori dai tornei dello Slam vanta quattro vittorie in singolare e diciassette in doppio. In Coppa Davis ha giocato diciannove match con la squadra australiana vincendone tredici.

## Statistiche

### Singolare

#### Vittorie (4)
| Numero | Anno | Torneo                          | Superficie  | Avversario in finale | Punteggio     |
| 1.     | 1972 | Austrian Open, Kitzbühel        | Terra rossa | Dick Crealy          | 6–1, 6–3, 6–4 |
| 2.     | 1973 | La Costa Open, Carlsbad         | Cemento     | Stan Smith           | 6–3, 7–6      |
| 3.     | 1973 | South Orange Open, South Orange | Erba        | Vijay Amritraj       | 6–4, 6–7, 6–4 |
| 4.     | 1980 | Western Australian Open, Perth  | Erba        | Chris Delaney        | 6–2, 6–4      |

### Doppio

#### Vittorie (17)
| Numero | Data | Torneo                                           | Superficie  | Compagno       | Avversari in finale            | Punteggio       |
| 1.     | 1973 | Pennsylvania Lawn Tennis Championship, Haverford | Erba        | Allan Stone    | John Austin Fred McNair        | 7–6, 6–3        |
| 2.     | 1973 | Hong Kong Open, Hong Kong                        | Cemento     | Rod Laver      | Paul Gerken Brian Gottfried    | 6–3, 5–7, 17–15 |
| 3.     | 1974 | Houston Open, Houston                            | Terra rossa | Rod Laver      | Arthur Ashe Roscoe Tanner      | 4–6, 7–6, 6–4   |
| 4.     | 1975 | St. Louis WCT, St. Louis                         | Terra rossa | Ray Ruffels    | Ross Case Geoff Masters        | 6–4, 6–4        |
| 5.     | 1975 | Turkey Open, Istanbul                            | Cemento     | Thomaz Koch    | Colin Dowdeswell John Feaver   | 6–2, 6–2, 6–2   |
| 6.     | 1976 | Indian Wells Masters, Palm Springs               | Cemento     | Sandy Mayer    | Raymond Moore Erik Van Dillen  | 6–4, 6–7, 7–6   |
| 7.     | 1976 | ATP Palma, Palma                                 | Terra rossa | John Andrews   | Mark Edmondson John Marks      | 2–6, 6–3, 6–2   |
| 8.     | 1976 | ATP Firenze, Firenze                             | Terra rossa | Carlos Kirmayr | Péter Szőke Balázs Taróczy     | 5–7, 7–5, 7–5   |
| 9.     | 1977 | Little Rock Open, Little Rock                    | Sintetico   | Haroon Rahim   | Bob Hewitt Frew McMillan       | 6–7, 6–3, 6–3   |
| 10.    | 1977 | Denver Open, Denver                              | Sintetico   | Geoff Masters  | Syd Ball Kim Warwick           | 6–2, 6–3        |
| 11.    | 1977 | South Orange Open, South Orange                  | Cemento     | Wojciech Fibak | Ion Țiriac Guillermo Vilas     | 6–1, 7–5        |
| 12.    | 1978 | Little Rock Open, Little Rock                    | Sintetico   | Geoff Masters  | Tim Gullikson Tom Gullikson    | 7–6, 6–3        |
| 13.    | 1978 | Columbus Open, Columbus                          | Terra rossa | Bob Giltinan   | Marcelo Lara Eliot Teltscher   | 6–2, 6–3        |
| 14.    | 1979 | Japan Open Tennis Championships, Tokyo           | Terra rossa | Pat Du Pré     | Rod Frawley Francisco González | 3–6, 6–1, 6–1   |
| 15.    | 1979 | ATP Adelaide, Adelaide                           | Erba        | Chris Kachel   | John Alexander Phil Dent       | 6–7, 7–6, 6–4   |
| 16.    | 1980 | Lorraine Open, Metz                              | Sintetico   | Gene Mayer     | Chris Delaney Kim Warwick      | 7–6, 7–5        |
| 17.    | 1981 | ATP Adelaide, Adelaide                           | Erba        | John James     | Craig Edwards Eddie Edwards    | 6–3, 6–4        |